# Erkki Melartin
Erik "Erkki" Gustaf Melartin, född 7 februari 1875 i Kexholm, död 14 februari 1937 i Bocksbacka, var en finländsk kompositör och pianist. 

## Biografi
Melartin studerade  teori och komposition vid Helsingfors musikinstitut under Martin Wegelius 1892-99 och var senare elev till Robert Fuchs i Wien. Återkommen till hemlandet verkade Melartin som lärare vid musikinstitutet och kapellmästare vid orkestern i Viborg. Från 1911 var han direktör för Helsingfors musikinstitut. Melartin var en mycket produktiv kompositör. Han har skrivit sånger och pianostycken samt flera symfoniska dikter och större orkesterverk. Han var framförallt lyriker. Han utgick i all synnerhet från den finska folkvisan, som han stundom i ursprunglig gestalt införde i sina orkesterverk. Särskilt genom sina traditionspräglade, vekt sorgbundna sånger och pianostycken har Melartin vunnit popularitet både hemma och i utlandet.
Han är begravd på Sandudds begravningsplats i Helsingfors.

## Verk (urval)
- 8 symfonier (nummer 1 c-moll, 1902; nummer 2 e-moll, 1905; nummer 3 f-dur, 1907; nummer 4 e-dur, 1902)
- sonat för violin och piano
- 4 stråkkvartetter
- musik till skådespel, såsom "Prinsessan Törnrosa"
- Aino (opera, 1909)

## Utmärkelser
- Kommendörstecknet av Finlands Vita Ros’ orden[2]
- Officier de l’instruction publique[2]
- Ungarns fortjenstkors[2]
- Kommendör av Dannebrogorden[2]
- Riddare av Vasaorden[3]

[Redigera Wikidata]